# Mount Raymond
Mount Raymond ist ein 2820 m hoher Berg in der antarktischen Ross Dependency. Er ragt rund 4 km südöstlich des Mount Cecily am Südende der Grosvenor Mountains im Transantarktischen Gebirge auf. 
Teilnehmer der Nimrod-Expedition (1907–1909) unter der Leitung des britischen Polarforschers Ernest Shackleton entdeckt ihn und verorteten ihn irrtümlich in die Dominion Range. Benannt ist er nach Shackletons älterem von zwei Söhnen, Raymond Swinford Shackleton (1905–1960).